# Over There
Over There is een Amerikaanse oorlogsserie over het leven van soldaten aan het front in Irak. De serie volgt een groep nieuwe soldaten in Irak, terwijl ook het thuisfront in beeld gebracht wordt. Over There was in de Verenigde Staten voor het eerst te zien op 27 juli 2005, in Nederland op 9 september 2006.
De titel "Over There" verwijst naar een strijdlied over de Eerste Wereldoorlog, dat in 1917 werd geschreven door George M. Cohan.

## Plot
Over There gaat over een Amerikaanse eenheid van het Amerikaanse leger, dat voor het eerst uitgezonden wordt naar Irak. Doordat hun eigenlijke sergeant niet mee kan, worden ze de komende 90 dagen toegewezen aan sergeant Chris Silas (Erik Palladino), alias sergeant Scream, die eigenlijk al naar huis zou mogen. Doordat hij voor de nieuwe groep langer in Irak moet blijven, verloopt de relatie met zijn manschappen in eerste instantie niet vlekkeloos. Later worden ze echter goede collega's.
Al in de eerste aflevering raakt soldaat Bo Ryder (Josh Henderson) zijn onderbeen kwijt, waardoor hij niet meer mee kan doen in de strijd. Zijn vervanger is Tariq Nassiri (Omid Abtahi), die door zijn Arabisch uiterlijk in het begin niet gewaardeerd wordt door Maurice "Smoke" Williams (Sticky Fingaz). Smoke heeft vaker een woordenwisseling met de eenheid, maar Frank "Dim" Dumphy (Luke MacFarlene) bijt van zich af, waardoor het een keer in een gevecht eindigt. Ook Avery "Angel" King (Keith Robinson) kan het niet altijd even goed met zijn "brother" vinden.
Als een journalist een aantal dagen met de eenheid meeloopt, wordt er tijdens een gevecht een vrouw met haar kind per ongeluk doodgeschoten. Dit valt niet in goede aarde bij de Iraakse gemeenschap: de journalist wordt gegijzeld en er wordt een prijs van 500 dollar op Smokes hoofd gezet, omdat wordt aangenomen dat hij de vrouw en het kind heeft doodgeschoten. Als gevolg van deze zaak wordt luitenant Taylor (Juan Pope), beter bekend als Mad Cow, per ongeluk opgeblazen door de vijand. De journalist overleeft de op touw gezette reddingsactie niet.
Nadat luitenant Taylor om het leven gekomen is, wordt luitenant Hunter (Josh Stamberg), bijgenaamd "Underpants", aangesteld als luitenant van het team. Door zijn beslissingen is hij niet erg geliefd bij sergeant Scream en zijn mannen.
Soldaat Brenda "Mrs. B." Mitchell mag, als het team een Iraakse gevangenis moet bewaken, een aantal dagen naar huis omdat haar zoon aan autisme blijkt te lijden. Ze keert echter niet meteen terug wanneer haar verlof afloopt, maar meldt zich uiteindelijk zelf weer bij het leger. Het team vindt na haar afwezigheid in een huis 5 miljoen dollar en bespreken wat ze ermee moeten doen. De meesten vinden dat Mrs. B. wat geld mag meenemen voor haar zieke zoon, maar ze besluiten geen van allen geld mee te nemen. Later wordt echter duidelijk dat Dim en Smoke toch geld mee hebben weten te smokkelen, en stiekem wat geld op de post doen om de zoon van Mrs. B. te helpen.
Vanessa, de vrouw van Dim, heeft een alcoholprobleem terwijl haar man in Irak zit. Ze gaat vreemd en rijdt een auto aan. Ze moet worden opgenomen in het ziekenhuis en ze verliest haar ongeboren kind. Ze wordt naar een praatgroep voor alcoholisten gestuurd en probeert het weer goed te maken met iedereen. Dim wil het echter niet zomaar goed maken, en gaat op zijn beurt ook vreemd met Mrs. B.
Het team wordt ingezet om een weeshuis te ontruimen, dat zal worden verbouwd tot politiebureau. De Franse eigenaresse geeft echter niet toe en maakt ruzie met sergeant Scream, mede omdat hij het schaakspel van een weeskind kapot heeft geschoten omdat hij dacht dat het explosieven bevatte. Hij geeft het kind zijn eigen schaakspel, maar later die dag komt het kind om bij een aanval op het weeshuis. Sergeant Scream, die eigenlijk heeft besloten niet bij te tekenen bij het leger, doet dit toch voor een periode van zes jaar, op voorwaarde dat het weeshuis op die plaats kan blijven bestaan.
De soldij van Bo blijkt te verdwijnen, terwijl het leger zegt dat het geld wel degelijk verstuurd en zelfs ook geïnd is. De vader van Bo blijkt dit echter te doen, waarna Bo naar hem op zoek gaat en ruzie met hem maakt. De twee hebben een gevecht, dat uiteindelijk door Bo gewonnen wordt.
Wanneer het team in de laatste aflevering een konvooi moet begeleiden over de gevaarlijkste weg van de wereld, wordt het konvooi aangevallen. Luitenant Underpants besluit samen met het team te stoppen en de aanvallers te verslaan. Hierbij wordt hij door Amerikaans vuur gedood. Kapitein Baron (Adam Storke) gaat ervan uit dat hij niet is neergeschoten omdat het team hem niet mocht, en denkt dat niemand hier de schuld van gaat krijgen.
Bo krijgt een Purple Heart, omdat hij gewond is geraakt in de oorlog. Een verrassing voor hem is, dat hij tevens een Bronze Star krijgt, omdat hij een bewusteloze collega wilde helpen.
Het team zit bij elkaar met een flesje bier aan een geïmproviseerd kampvuur, als iedereen afgaat of hij de luitenant gedood kan hebben. Alle soldaten zijn ervan overtuigd dat zij dit niet gedaan kunnen hebben, maar sergeant Scream is de enige die niet zegt dat hij hem niet gedood kan hebben.
De serie eindigt met het uitmaken van het kampvuur en het op weg gaan naar de tenten.

## Cast
| Acteur              | Personage                                |
| ------------------- | ---------------------------------------- |
| Josh Henderson      | Soldaat 1 Bo Rider                       |
| Erik Palladino      | Sergeant Chris "Scream" Silas            |
| Luke MacFarlane     | Soldaat Frank "Dim" Dumphy               |
| Keith Robinson      | Soldaat Avery "Angel" King               |
| Kirk Jones          | Soldaat Maurice "Smoke" Williams         |
| Omid Abtahi         | Soldaat 1 Tariq Nassiri                  |
| Lizette Carrión     | Soldaat 1 Esmeralda "Doublewide" Del Rio |
| Nicki Aycox         | Soldaat Brenda "Mrs. B" Mitchell         |
| Sprague Grayden     | Terry Rider                              |
| Brigid Brannagh     | Vanessa Dumphy                           |
| Lombardo Boyar      | Sergio Del Rio                           |
| Jimmy Pinchak       | Eddy Dumphy                              |
| Adam Storke         | Kapitein John "Duke" Baron               |
| Josh Stamberg       | Luitenant Alexander "Underpants" Hunter  |
| Ana Ortiz           | Anna                                     |
| Wade Williams       | Bo Rider Sr.                             |
| Mark-Paul Gosselaar | John Moffet                              |
| Michael Cudlitz     | Kolonel Ryan                             |